# Andy Herron
Andy Francisco Herron Aguilar (Limón, 3 febbraio 1978) è un ex calciatore costaricano, di ruolo attaccante.

## Palmarès

### Club

#### Competizioni nazionali
- Segunda División de Costa Rica: 1

Limonense: 1997-1998
- Lamar Hunt U.S. Open Cup: 1

Chicago Fire: 2006